# Captain Tsubasa: Rise of New Champions
Captain Tsubasa: Rise of New Champions (キャプテン翼 RISE OF NEW CHAMPIONS?,  Kyaputen Tsubasa: Rise of New Champions) è un videogioco di calcio sviluppato da Tamsoft e pubblicato da Bandai Namco Entertainment per PlayStation 4, Microsoft Windows e Nintendo Switch il 27 agosto 2020 in Giappone e il giorno successivo nel resto del mondo. Annunciato tramite un apposito trailer il 21 gennaio 2020, è il primo gioco ispirato alla serie anime e manga Holly e Benji a dieci anni dall'uscita di Captain Tsubasa: New Kick Off per Nintendo DS, nonché il primo per console casalinghe ad uscire dal Giappone.

## Modalità di gioco
Il gioco include una modalità storia che segue la trama dell'anime e del manga nell'arco narrativo delle scuole medie, e una modalità carriera EPISODE: NEW HERO che pone invece il giocatore nei panni di un calciatore da lui creato. Finita la modalità EPISODE: NEW HERO, è possibile esportare il proprio avatar e farlo unire al proprio dream team, una squadra personalizzata utilizzabile negli Incontri di Lega nei quali i giocatori competeranno in partite classificate contro altri appassionati in tutto il mondo. Oltre agli Incontri di Lega, sono presenti anche le modalità 1 contro 1 e 2 contro 2, tra squadre personalizzate, originali o persino entrambe.
Il gioco presenta anche diversi DLC contenenti dei nuovi giocatori per le varie squadre.

## Squadre
Le squadre presenti nel gioco sono divise in tre categorie, scuole medie, nazionali e squadre personalizzate (5 slot disponibili per ogni account), ognuna con la propria abilità speciale V Zone.
Tra le scuole medie abbiamo:
- Nankatsu
- Toho
- Furano
- Musashi
- Otomo
- Hanawa
- Hirado
- Azumaichi
- Meiwa Higashi
- Minamiuwa

Tra le nazionali abbiamo:
- Giappone
- Argentina
- Brasile
- Germania
- Inghilterra
- Francia
- Italia
- Olanda
- Senegal
- Uruguay
- USA

## Gameplay
Esclusi i comandi che avrebbe un qualsiasi gioco di calcio (scatto, pressing, scivolate, passaggi, tiri) Rise of New Champions prevede delle caratteristiche di gameplay particolari:
- "Zona": effettuando due dribbling di fila (o anche uno solo con alcune abilità) è possibile attivare un power up momentaneo del giocatore su determinate statistiche, alcune potenziabili ulteriormente tramite abilità.
- V-Zone (e barra V-Gauge): la V-zone è uno stato di power up momentaneo che si può attivare quando si è in possesso della palla ed il proprio indicatore V-Gauge è riempito completamente. Oltre al semplice aumento statistico, il capitano della squadra, se ha un'abilità capitano equipaggiata, può fornire valori extra alla V-Zone, come aumentare l'effetto dei tiri del capitano, vincere a prescindere i dribbling con un avversario più forte, rendere più efficaci i contrasti, e così discorrendo.
- Super Parata: l'altro possibile utilizzo della V-Gauge, la super parata permette di consumare l'intera barra per bloccare al 100% un tiro dell'avversario (si attiva solo coi tiri speciali).
- Abilità e tecniche: oltre alle statistiche, ogni giocatore presenta una serie di effetti passivi (le abilità) e di mosse (le tecniche) con le quali definisce ancora più che con le statistiche il suo ruolo nel campo.
- Tiro Critico (nome non ufficiale): certi tiri hanno la possibilità di superare in automatico un portiere e di segnare anche se la stamina del portiere sarebbe stata sufficiente per pararli. Questo viene rappresentato dal portiere che rimane spiazzato sul posto. Anche se non esclusivo, questo effetto si ha principalmente sulle tecniche che si basano sulla caratteristica TECNICA

## Caratteristiche dei giocatori

### Statistiche
- Attacco
- Difesa
- Potenza
- Velocità
- Tecnica

### Tecniche
Le tecniche sono abilità attive che il giocatore può equipaggiare o togliere ad ogni giocatore del gioco, e ne hanno tutti almeno una a disposizione. Si basano su uno o più statistiche di un giocatore, quindi saper affidare ad un personaggio le tecniche a lui più consone è molto importante. Costituiscono la base del gioco insieme alle abilità. I tipi di tecniche sono:
- Tiro: un tiro speciale che si può attivare caricando il tiro per un determinato lasso di tempo. Ogni tiro ha le sue caratteristiche ed il suo cono di azione, al di fuori del quale il tiro sarà un semplice tiro bianco.
- Tiro al volo: tiro realizzabile unicamente su cross. Il giocatore salta per tirare la palla in volo. Nel caso non ne abbia equipaggiati eseguirà un semplice colpo di testa
- Super tiro: continuando a tenere premuto il tasto del tiro oltre la prima barra si potrà raggiungere un secondo livello di tiro. Solitamente questi tiri sono i più impattanti durante le partite.
- Dribbling 1: solitamente equipaggiato sul dorsale destro, il nome spiega tutto. Quando si utilizza un dribbling il giocatore esegue un breve scatto nel quale se riesce a scontrarsi con un avversario e a vincere lo lascerà sul posto. Dopo due dribbling si attiva la zona.
- Dribbling 2: solitamente equipaggiato sul grilletto destro, il nome spiega tutto. Quando si utilizza un dribbling il giocatore esegue un breve scatto nel quale se riesce a scontrarsi con un avversario e a vincere lo lascerà sul posto. Dopo due dribbling si attiva la zona.
- Passaggio lungo: caricando il pulsante del cross si potrà caricare un passaggio speciale che avrà molte più possibilità di arrivare saldamente sui piedi di un compagno. I passaggi lunghi hanno i propri coni d'azione come i tiri. Se durante il tempo di volo del pallone il personaggio che deve ricevere il passaggio è nel range di un tiro speciale, esso potrà caricarlo mentre la palla è in volo e calciare un tiro speciale di prima, avendo però un risultato leggermente più debole del tiro eseguito con la palla al piede.
- Tiro combinato 1: Un tipo di tiro eseguibile solamente vicino ad un compagno che ha la controparte di questo tiro equipaggiato. Si possono trattare sia di tiri da terra che tiri al volo.
- Tiro combinato 2: Un tipo di tiro eseguibile solamente vicino ad un compagno che ha la controparte di questo tiro equipaggiato. Si possono trattare sia di tiri da terra che tiri al volo. Solitamente quelli su questo slot sono più potenti di quelli di tipo 1.
- Passaggio combinato: ottenuto con un compagno con la controparte della tecnica nelle vicinanze e tenendo caricato il pulsante del passaggio filtrante. I due giocatori cominceranno a scambiarsi la palla in un continuo uno due per ogni volta che si premerà di nuovo il pulsante del passaggio. Sarebbe quel tipo di azione che nell'opera originale viene definita "coppia d'oro".
- Contrasto 1: può essere sia una spallata (o simili) che una scivolata. Se si usa il contrasto 1 contro il dribbling 1 dell'avversario, a parità di statistiche, si ruberà la palla.
- Contrasto 2: può essere sia una spallata (o simili) che una scivolata, anche se in questo slot sono più prevalenti le scivolate. Se si usa il contrasto 2 contro il dribbling 2 dell'avversario, a parità di statistiche, si ruberà la palla.
- Parata: tecnica con raggio d'azione che consente (stamina permettendo) di stoppare un tiro avversario o solamente di smorzarlo nel caso fosse troppo potente, rendendo comunque la parata più facile al portiere.

## Edizioni
Il gioco è uscito in diverse edizioni.
- La prima è la Standard Edition, ovvero quella classica che contiene esclusivamente il gioco senza altri contenuti aggiuntivi[10].

- La seconda è la Champions Edition che presenta una divisa personalizzata (disponibile solo sull'e-store della Bandai Namco), un Artboard 285x310mm, il Character Pass con 9 giocatori DLC, il Bonus Season Pass col set New Champions, il Bonus Deluxe Edition con il set V-Jump, alcune carte collezionabili laminate in arcobaleno, la statua di Holly nella Nazionale Giovanile del Giappone in 28 cm, lo Steelbook, alcuni badge ricamati e la confezione da collezionista[10].

- La terza è la Collector's Edition, la quale presenta i medesimi contenuti della precedente fatta eccezione della divisa personalizzata[10].

- La quarta è la Legends Edition, identica alla Champions Edition ma a cui si aggiunge un biliardino interamente personalizzato[10].

- La quinta è la Deluxe Edition che presenta solamente il Character Pass con 9 giocatori DLC, il Bonus Season Pass col set New Champions e la Bonus Deluxe Edition con il set V-Jump[10].

- Infine, la sesta e ultima è la New Hero Edition che ha come allegato la maglia ufficiale di Holly[10].

## Contenuto tagliato
Grazie al datamining è stato possibile trovare materiale scartato rimasto nei file di gioco sia nella versione base sia nei contenuti scaricabili tra cui:
- Sono presenti alcune abilità ed alcuni screen (probabilmente riguardanti un tutorial successivamente tagliato per ovvi motivi) in cui si faceva riferimento a punizioni e calci piazzati diversi dai semplici calci di rigore. Questo farebbe pensare che inizialmente era previsto un sistema di falli e punizioni.
- Tra i modelli 3d delle ambientazioni sono anche presenti uno stadio che ricorda molto il Parco dei Principi e una cittadina dalle caratteristiche architettoniche in stile europeo. Questo potrebbe far pensare che inizialmente il gioco potesse seguire la storia così come accadde nell'arco narrativo del Torneo Giovanile proposto nel manga ed ambientato a Parigi, per poi cambiare  e presentare una storia originale basata su un torneo ambientato negli Stati Uniti.
- Il personaggio di Stefan Levin presenta delle linee di dialogo (aventi già il doppiaggio) nascoste nei file di gioco recuperabili cambiando la tecnica di tiro attraverso la manipolazione dei file. Tra queste linee di dialogo c'è un onomatopea di un colpo d'arma da fuoco e riferimenti vari al "polverizzare" o "distruggere" gli avversari. Questa caratterizzazione del personaggio è compatibile con l'arco narrativo del World Youth, in cui la perdita della compagna lo porta a sviluppare tecniche distruttive atte unicamente a spazzare via chiunque gli si pona davanti (vedasi il Levin Shot). Questa caratterizzazione probabilmente non è stata utilizzata perché nel momento storico in cui è ambientato il gioco il personaggio non ha ancora subito il trauma, infatti fa pure riferimenti alla sua compagna che fanno presagire che sia ancora in vita.
- Tra le acconciature per i personaggi personalizzabili ve ne sono alcuni non utilizzabili ma visualizzabili tramite software esterni. Escluse alcune acconciature femminili, vi sono modelli che fanno palese riferimento a personaggi di archi temporali successivi a quello del gioco, tra cui l'acconciatura di Hyuga dopo il suo allenamento per sconfiggere la Real Japan 7 (quindi durante l'arco del World Youth), J. J. Ochado (rivale di Misaki al Parigi e successivamente partecipante alle qualificazioni asiatiche delle Olimpiadi con la Nigeria) e Bobang (compagno di squadra di Shingo Aoi all'Albese e di Ochado nella Nigeria). Vi è inoltre una acconciatura che richiama esplicitamente i capelli di Cloud Strife di Final Fantasy VII, anche se risulta parecchio fuori posto.